# Lili Marleen (utwór)

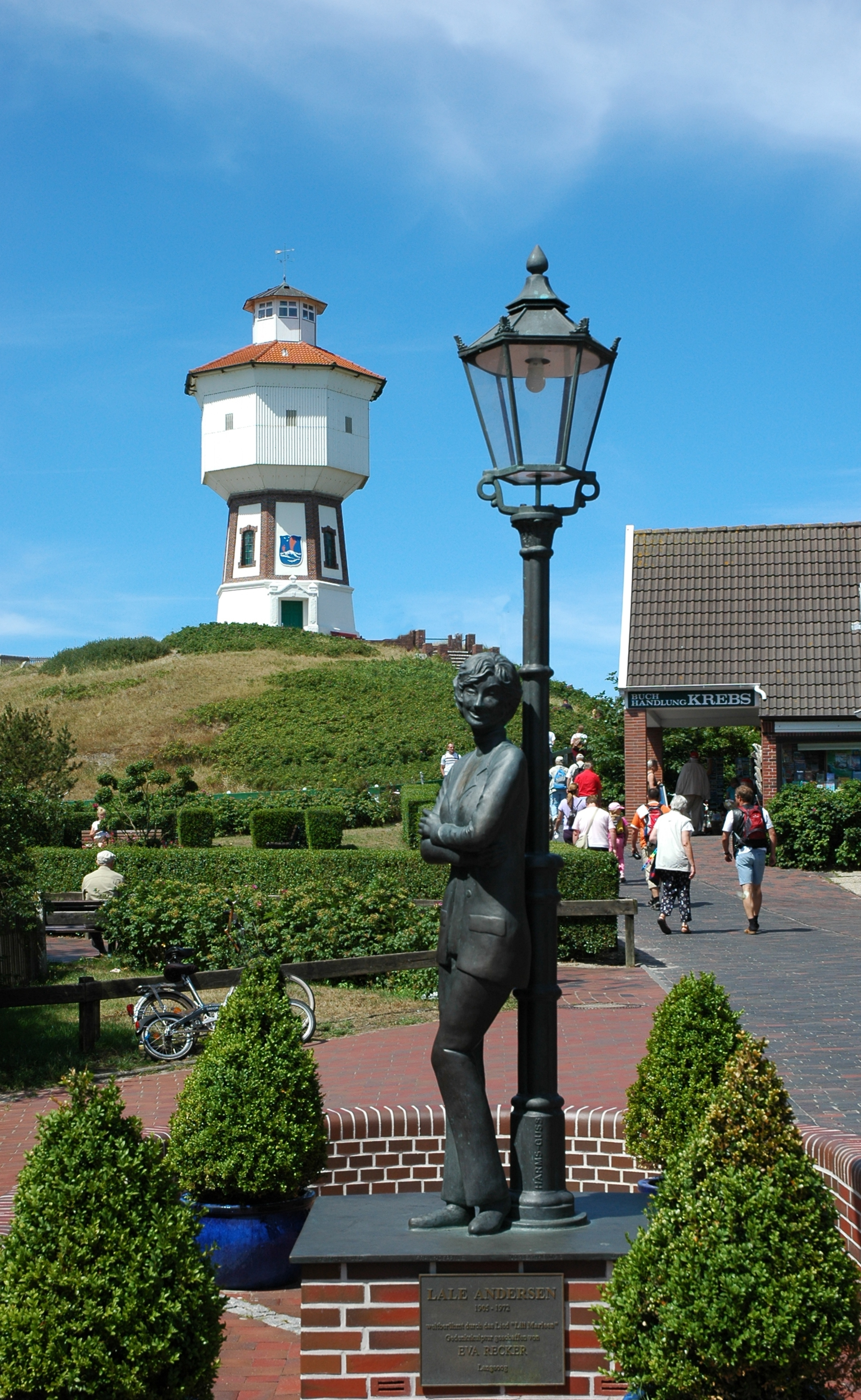
Rzeźba Lale Andersen, odtwórczyni piosenki „Lili Marleen” (Langeoog, Niemcy)

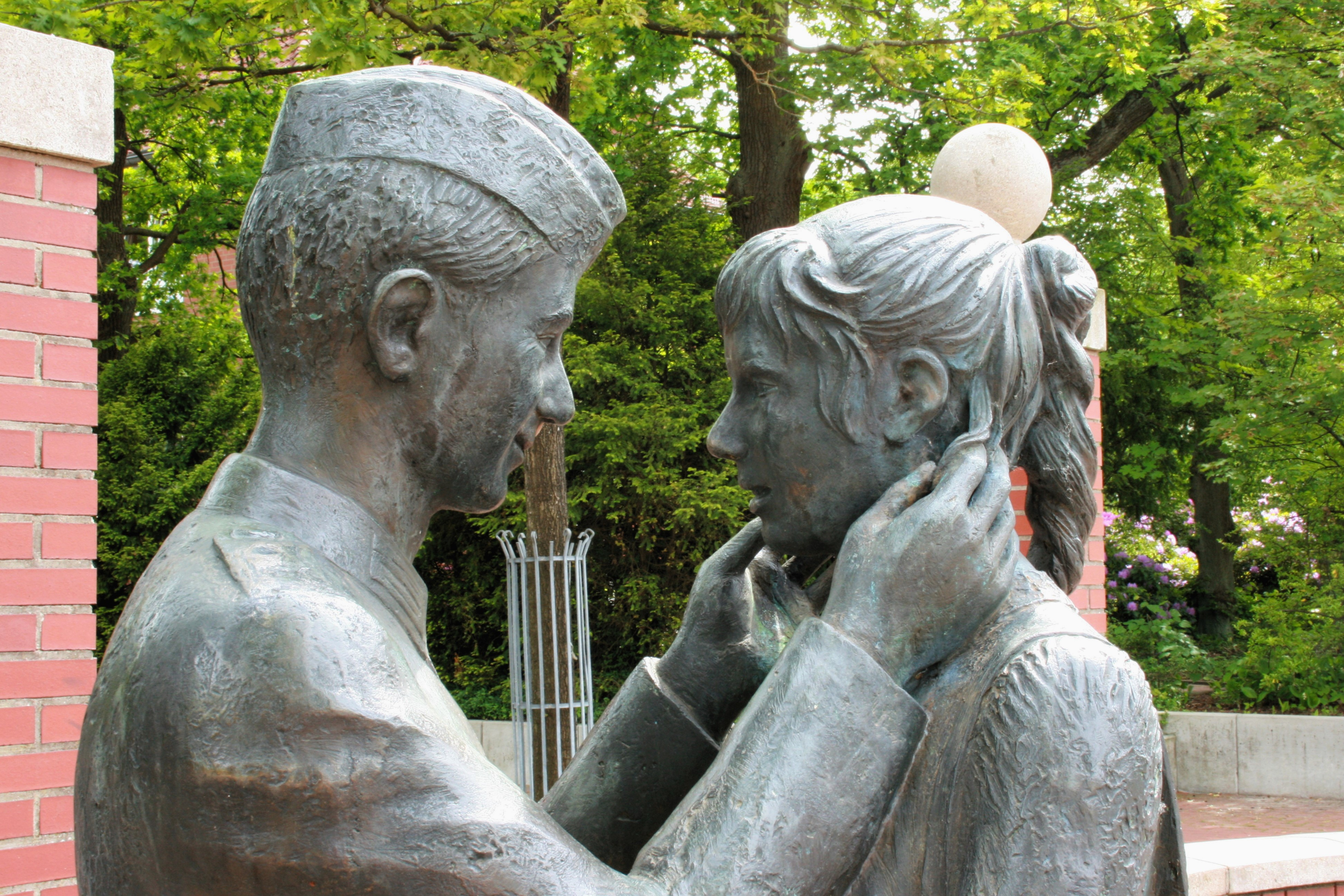
Pomnik „Lili Marleen” w Munster

Lili Marleen – najsłynniejsza niemiecka piosenka z okresu II wojny światowej. Autorem tekstu (1915) jest Hans Leip, muzyki (1938) Norbert Schultze. Pierwszym wykonawcą utworu była Lale Andersen.

## Historia
Hans Leip napisał słowa w formie wiersza zatytułowanego „Das Lied eines jungen Soldaten auf der Wacht” w 1915 roku, który w 1937 ukazał się w zbiorze jego poezji. Kompozytor Norbert Schultze, zainteresowany jego treścią, napisał rok później muzykę do słów Leipa. Lale Andersen nagrała piosenkę w 1939 roku, a krążek z nagraniem sprzedano w ilości zaledwie 700 sztuk. Popularność piosenka zdobyła dopiero dzięki nadawaniu jej przez niemiecką okupacyjną rozgłośnię Soldatensender Belgrad (Żołnierskie Radio Belgrad) w 1941 roku. Od razu stała się przebojem wśród żołnierzy Afrika Korps, gdyż belgradzkie radio było dobrze odbierane w Afryce. Początkowo piosenka nie spotkała się z aprobatą hitlerowskiego aparatu propagandowego i usiłowano zabronić jej śpiewania, lecz popularność i powszechne jej wykonywanie przez żołnierzy zmieniło stanowisko hitlerowskich propagandzistów. Piosenka w wersji niemieckiej była słuchana chętnie także wśród żołnierzy alianckich. Utwór został przetłumaczony na 48 języków. Na podstawie wspomnień Lale Andersen Rainer Werner Fassbinder nakręcił w 1980 roku film pt. Lili Marleen z Hanną Schygullą w roli głównej.

## Covery
- Marlene Dietrich dokonała nagrania własnej wersji w 1944 roku. Odtąd utwór został kojarzony ściśle z jej osobą i stał się stałym elementem jej występów scenicznych.
- Amerykańska piosenkarka Connie Francis nagrała własną wersję utworu w 1961 roku, która następnie dotarła do 9. miejsca niemieckiej listy sprzedaży singli[4].
- W 1978 roku francuska piosenkarka Amanda Lear nagrała cover utworu, utrzymany w stylistyce disco. Został on użyty we włoskim filmie Zio Adolfo in arte Führer, w którym Lear zagrała epizodyczną rolę, a także wydany na stronie B jej singla Gold. Następnie trafił na trzeci album piosenkarki, Never Trust a Pretty Face. Piosenkarka nagrała później jeszcze dwie wersje piosenki: w roku 1993 na album Cadavrexquis oraz w 2001 na płytę Heart, z nowymi słowami napisanymi przez Norberta Schultze krótko przed jego śmiercią[5].
- W roku 2004 utwór ten w wykonaniu Kazika Staszewskiego pojawił się na jego płycie Czterdziesty pierwszy. Dziesięć lat później nowe wykonanie zostało wydane na płycie Zakażone piosenki grupy Zuch Kazik.